# 기후 비상 선언
기후 비상 선언(Climate emergency declaration) 또는 기후 비상사태 선언은 인류가 기후위기에 처해 있음을 인정하기 위해 정부와 과학자가 취하는 조치이다.
이러한 첫 번째 선언은 2016년 12월 지방정부에 의해 이루어졌다. 이후 39개국 2,100개 이상의 지방정부가 2022년 5월 현재 기후 비상사태를 선포했다. 기후 비상사태를 선포한 관할 구역에 속한 인구의 수는 10억 명이 넘는다.
2019년 4월 29일 웨일스 정부는 기후 비상사태를 선포했고, 이후 2019년 5월 1일 웨일스 의회에서 통과되어 세계 최초로 공식적으로 기후 비상사태를 선포했다.
일단 정부가 선언을 하면, 선언하는 정부의 다음 단계는 궁극적으로 비상사태나 이에 준하는 상황에 들어가기 전에 기후변화를 완화하기 위한 우선순위를 설정하는 것이다. 기후 비상사태를 선포하면서 정부는 기후변화(또는 지구 온난화)가 존재하며 현재까지 취해진 조치로는 기후 변화로 인한 변화를 제한하기에 충분하지 않다는 점을 인정한다. 이번 결정은 정부와 행정부가 인간이 초래한 지구 온난화를 막기 위한 대책 마련의 필요성을 강조한 것이다.
선언은 국가나 지방 정부 등 다양한 수준에서 이루어질 수 있으며, 지침의 깊이와 세부 사항도 다를 수 있다. 기후 비상사태라는 용어는 공식적인 결정을 설명할 뿐만 아니라 기후 붕괴를 방지하기 위한 조치도 포함한다. 이는 기후 행동에 대한 치리회를 정당화하고 초점을 맞추도록 되어 있다. 긴급이라는 특정 용어는 주제에 우선순위를 지정하고 긴급성에 대한 사고방식을 생성하는 데 사용된다.
기후 비상사태라는 용어는 기후 운동가와 기후 친화적 행동 정치인들이 장기적인 문제에 대응해야 한다는 긴박감을 더하기 위해 장려했다. 50개국의 여론을 대상으로 한 유엔 개발 계획 조사에 따르면 응답자 120만 명 중 64%가 기후 변화가 세계적인 비상 사태라고 믿고 있는 것으로 나타났다.